# Ardmore (Nieuw-Zeeland)
Ardmore is een plaats nabij Auckland (Nieuw-Zeeland), 27 km ten zuidoosten van Auckland. De voorstad ligt in de Franklin ward (een van de dertien administratieve districten van Auckland City) en wordt bestuurd door de Auckland Council.
Het gebied bevat Ardmore Airport, een van Aucklands drukste vliegvelden (door de Ardmore vliegschool). Ardmore ligt net ten oosten van de Auckland Agglomeratie met Papakura het dichtste bij.

## Racecircuit
Ardmore Aerodrome werd voor de Nieuw-Zeelandse Grands Prix in de jaren vijftig en zestig gebruikt voordat Pukekohe Park Raceway gereed was. Bruce McLaren was er een winnaar en het circuit huisvestte vele beroemde coureurs, onder wie Jack Brabham, Prince Bira, Stirling Moss en Reg Parnell.

## Onderwijs
Ardmore heeft een gemengde basisschool voor de lokale kinderen, maar de oudere tieners moeten naar andere scholen in de omgeving.

### Ardmore Engineering School
Auckland University Engineering School werd opgericht op het Ardmorevliegveld in de jaren zestig in de oude militaire barakken en hangars uit de Tweede Wereldoorlog.

### Ardmore Teachers' Training College
Ardmore Teachers' Training College lag van 1948 tot 1974 naast het vliegveld. De school werd in 1948 geopend om het tekort aan leraren in Nieuw-Zeeland te verhelpen, dat veroorzaakt werd door de geboortegolf na de Tweede Wereldoorlog. Het was het enige lerarenopleidingsinternaat in Nieuw-Zeeland en gedurende zijn 27-jarige geschiedenis leidde het rond 8500 leraren op.
De sluiting van het internaat in 1974 was het einde van een tijdperk. Het enige dat nog herinnert aan het bestaan van het internaat, is een herdenkingssteen. Een boek over de geschiedenis van de school Disce, Doce, Dilige – Learn, Teach, Serve – A History of Ardmore Teachers College, samengesteld door Peg Cummins (zelf een afgestudeerde van Ardmore) werd uitgegeven door  Bassdrum Books Ltd in Tauranga in 2008.